# Barronopsis floridensis
Barronopsis floridensis är en spindelart som först beskrevs av Roth 1954.  Barronopsis floridensis ingår i släktet Barronopsis och familjen trattspindlar. Inga underarter finns listade.